# Rio Cârpeştii Mici
O Rio Cârpeştii Mici é um rio da Romênia, afluente do Topa, localizado no distrito de Bihor.